# باروری دوتایی

اجزای یک گل

باروری دوتایی یا لقاح مضاعف (به انگلیسی: Double fertilization)، یک سازوکار باروری پیچیده در گیاهان گلدار (آنژیوسپرم‌ها) است. این فرایند شامل پیوند یک گامتوفیت ماده (مگاگامتوفیت که کیسه جنینی نیز نامیده می‌شود) با دو گامت نر (اسپرم) است. این پدیده زمانی آغاز می‌شود که یک دانه گرده به کلاله برچه، ساختار تولیدمثلی ماده یک گل بچسبد. سپس دانه گرده رطوبت را جذب می‌کند و جوانه زدن آغاز می‌شود و یک لوله گرده تشکیل می‌دهد که به سوی پایین و تخمدان امتداد می‌یابد. سپس نوک لوله گرده وارد تخمدان می‌شود و از راه سوراخ میکروپیل در تخمک نفوذ می‌کند. لوله گرده دو اسپرم را در مگاگامتوفیت آزاد می‌کند.